# Hszia-házbeli Kao
Hszia (Xia)-házbeli Kao (Gao) (más néven: Csien Kao (Jiǎn Gāo) 簡昊 / 简昊) a félig legendás Hszia (Xia)-dinasztia 15. uralkodója, aki apja, Kung Csia (Kong Jia) halálát követően lépett trónra, s a hagyomány szerint 11 évig (kb. i. e. 1848-1837) uralkodott.
Életéről, akárcsak a legtöbb Hszia (Xia) uralkodónak az életéről meglehetősen kevés információt tartalmaznak a források. A korai történeti művek általában csak szűkszavú, a legfontosabb eseményekre koncentráló, kronologikus felsorolást tartalmaznak. 
A Bambusz-évkönyvek szerint Kung Csia (Kong Jia) uralkodásának első esztendejében, az apja által hatalmától megfosztott és számkivetett arisztokrata, Si-vej (Shiwei) 豕韋 visszatérhetett az országba, majd uralkodása 3. esztendejében visszakapta rangját és hatalmát is.
Halálát követően a fia, Fa követte a dinasztia trónján.